# Казе Ланцарини (Тревизо)
Казе Ланцарини је насеље у Италији у округу Тревизо, региону Венето.
Према процени из 2011. у насељу је живело 94 становника. Насеље се налази на надморској висини од 85 м.